# ケイト・ノタ
ケイト・ノタ（Kate Nauta, 1982年4月29日 - ）は、アメリカ・オレゴン州セーレム出身のファッションモデル、映画女優、歌手。主要な役を演じた長編映画の代表作は『トランスポーター2』である。以前はもっぱらケイティ(Katie)と称していた。

## 略歴
ノタはアメリカのオレゴン州セーレムで生まれ、その後同州ウッドバーンに2000年まで住んでおり、同年に  Woodburn High School を卒業した。
ファッションモデルを始めたのは15歳からで、17歳にはエリートモデルルックのアメリカ大会で優勝しフランス・ニースでの世界大会に出場した。現在はカナダ・エドモントンのモデル事務所 Mode Models International に所属している。
ヴェルサーチェ（ヴェルサーチェ・スポーツ、ヴェルサス）、ロレアル、DKNY、アバクロンビー&フィッチなどのブランドキャンペーンに採用され国際的なモデルとなった。モトローラの広告にも起用された。
リュック・ベッソンからの出演依頼により、2005年に『トランスポーター2』で映画デビュー。同作のサントラには、彼女自身の書き下ろした曲が2曲収録されている。
作詞も手がける歌手としても活動しており、歌手活動ではレニー・クラヴィッツとともに活動している。ノタが歌う曲のひとつ『Revolution』は、映画『トランスポーター2』のサウンドトラックに収録された。また、ヒップホップグループ Naughty by Nature と共に『Name Game (Remember)』を歌っている。 

## 主な出演作品
- トランスポーター2 Transporter 2 (2005)
- ゲーム・プラン Game plane (2007)
- Mind Games (2008)
- ジェニーズ・ボディ 地底の呻き Nine Miles Down (2009)
- Fear Clinic (2009)
- The Good Guy (2009)
- Choose (2010)
- The Somnambulist (2010)
- Mercedes Benz: Drive and Seek (2011)
- And Then There Was You (2013)
- アイス・ジョーズ Avalanche Sharks (2013)
- 37 (2014)